# 弗朗西斯科·贝塞拉
弗朗西斯科·贝塞拉（西班牙語：Francisco Becerra；約1545年—1605年）是西班牙建筑师，生于特鲁希略，在新世界设计和建造了多个天主教堂 。他在普埃布拉建造了多所女修道院，设计了利馬一座天主教堂，庫斯科一座教堂，设计过多座桥梁。